# Danjiangkou
Danjiangkou (丹江口市S, DānjiāngkǒuP) è una città-contea della Cina, situata nella provincia di Hubei e amministrata dalla prefettura di Shiyan.